# Adlullia tamsi
Adlullia tamsi är en fjärilsart som beskrevs av Collenette 1932. Adlullia tamsi ingår i släktet Adlullia och familjen tofsspinnare. Inga underarter finns listade i Catalogue of Life.